# Vườn quốc gia Warrabah
Vườn quốc gia Warrabah là một vườn quốc gia ở bang New South Wales, Úc. Vườn quốc gia này nằm ở phía tây làng Kingstown và phía đông của Split Rock Reservoir, cách thành phố Sydney 371 km về phía bắc.
Điểm đặc biệt của vườn này là sông Namoi chảy qua hẻm núi dài 15 km của vườn. Các hoạt động giải trí ở vườn này là bơi xuồng, trèo các dốc đá và đi bộ trong rừng cây bụi.